# 안데르마트역
안데르마트역(독일어: Andermatt)은 스위스 우리주에 있는 안데르마트 타운과 지자체에 서비스를 제공하는 미터궤 푸르카 오버알프 철도(FO)의 기차역이자 교차로이다. 역은 푸르카 고개를 통해 발레주의 브리크와 피스프와 연결되고, 오버알프 고개를 통해 그라우뷘덴주의 디젠티스에 있는 래티셰 철도의 서쪽 종점과 연결된다. 또한 표준궤 고트하르트 철도 터널의 북쪽 끝에 안데르마트와 괴세넨 사이에 짧은 지선인 쇨레넨반이 있다.
2003년부터 안데르마트역을 포함한 FO와 그 역을 운행하는 노선과 열차는 마터호른 고트하르트 철도(MGB)가 소유와 운영을 하고 있다.
역에는 현재 3개의 플랫폼이 사용 중이다.

## 운행편
다음 서비스는 안데르마트에서 정차한다.
- 빙하특급 : 계절에 따라 하루에 한 대 이상의 열차가 체르마트와 생모리츠 또는 쿠어 사이를 운행한다.
- 레기오 :
  - 괴세넨까지 30분 간격 운행.
  - 피스프까지 매시간 운행.
  - 디젠티스까지 매시간 운행.

겨울에 오버알프 고개 도로가 폐쇄되는 동안 오버알프 고개를 통해 세드룬까지 자동차 셔틀 열차가 자주 운행된다.

## 같이 보기
- 푸르카 고개
- 오버알프 고개
- 마터호른 고트하르트 철도
- 푸르카 오버알프 철도